# カザン・タタール人
カザン・タタール人（カザン・タタールじん、タタール語: Казан татарлары, ロシア語: Казанские татары, 英語: Kazan Tatars）とは、ロシア連邦イデル＝ウラルに居住するヴォルガ・タタール人の一派である。

## 概要
カザン・タタール人は、ヴォルガ・タタール人の中でもタタールスタンの首都カザンに居住し、歴史的にカザン・ハン国を建てたグループを指す。キプチャク語群に属するタタール語の最も近代的な方言とされるミンザラ語（中部タタール語）を話す。
カザン・タタール人には複数のエスニック・グループが存在し、カシモフ・ハン国をルーツに持つカシモフ・タタール人、ペルミ地方に住むペルミ・タタール人、チェプツァ川沿いに住むチェペツク・タタール人などに分かれる。